# District de Tagtabazar
Le district de Tagtabazar (turkmène : Tagtabazar etraby) est un district du sud du Turkménistan situé dans la province de Mary, tout près de la frontière afghane. 
Le centre administratif du district est la ville de Tagtabazar.